# Burghilde Wieneke-Toutaoui
Burghilde Wieneke-Toutaoui (* 13. November 1958) ist eine deutsche Maschinenbauingenieurin und Professorin für Industrial Engineering. Von 2013 bis 2019 war sie gewählte Präsidentin und damit Leiterin der Technischen Hochschule Brandenburg (bis 2016 Fachhochschule Brandenburg) in Brandenburg an der Havel.

## Berufsweg
Burghilde Wieneke-Toutaoui schloss 1982 ihr Maschinenbaustudium ab. In den darauffolgenden Jahren arbeitete sie im Bereich Fabrikplanung für Produktionsanlagen und Konstruktionstechnik in der Fraunhofer-Gesellschaft und promovierte 1987 zum Thema „Rechnerunterstütztes Planungssystem zur Auslegung von Fertigungsanlagen“.
Von 1990 bis 2013 war sie Professorin an der Beuth Hochschule für Technik Berlin. Von 2003 bis 2011 hatte sie das Amt der Vizepräsidentin für Studium und Lehre inne. 2012 wurde sie zur Präsidentin der Fachhochschule Brandenburg gewählt. Das Amt hatte sie bis zum 31. März 2019 inne, nachdem sie die Kampfabstimmung um ihre Wiederwahl am 7. November 2018 verloren hatte. Ihr folgte Andreas Wilms nach.

## Forschung und Lehre
Ihr Forschungsgebiet ist Lean Management und Rapid Prototyping im Maschinenbau. Hier eine Auswahl von Veröffentlichungen:
- Wieneke-Toutaoui, B. et al.: Generative Fertigungsverfahren – Rapid Prototyping Technologien. In: Fritz, Schulze: Fertigungstechnik. Berlin 2001, 2005, 2010.
- Bae, S.C. et al.: Rapid Prototyping for the Presentation of Large Size Products. Conference Proceedings URapid 2001. Amsterdam, 2001.
- Wieneke-Toutaoui, B. et al.: Multimedia Teachware for Rapid Prototyping Technologies. Conference Proceedings EuRapid 2002. Frankfurt, 2002.
- Wieneke-Toutaoui, B., Gerber, H.: Rapid Prototyping Technology. New potentials for offshore and abyssal engineering. ISOPE Conference 2003, Hawaii.

Frau Wieneke-Toutaoui hat zahlreiche Funktionen im Hochschulbetrieb inne.
Im Rahmen der Lehre engagiert sie sich mit dem Thema Lernwerkstatt Zauberhafte Physik und MINT-Role-Models für den technischen Nachwuchs.

## Leben
Burghilde Wieneke-Toutaoui hat drei erwachsene Kinder.

## Verbandstätigkeit im Verein Deutscher Ingenieure (VDI)
Burghilde Wieneke-Toutaoui engagiert sich seit Jahren im Verein Deutscher Ingenieure (VDI) und ist Ehrenmitglied des VDI. Als Vorsitzende der Frauen im Ingenieurberuf engagiert sie sich für mehr als 10.000 Ingenieurinnen, die im VDI organisiert sind. Außerdem ist sie die Vorsitzende des Bezirksvereins Berlin-Brandenburg und somit die erste Frau, die den Vorsitz dieses Bezirksvereins innehat.